# Phloeophila similis
Phloeophila similis är en orkidéart som först beskrevs av Rudolf Schlechter, och fick sitt nu gällande namn av Leslie Andrew Garay. Phloeophila similis ingår i släktet Phloeophila och familjen orkidéer. Inga underarter finns listade i Catalogue of Life.